# Resistenza termica
In fisica, la resistenza termica è definita come la difficoltà del calore nell'attraversare un mezzo solido, liquido o gassoso.
In genere i corpi che conducono male il calore conducono male anche l'elettricità (vi sono eccezioni come il diamante che conduce bene il calore pur essendo un isolante elettrico; infatti la conducibilità di un materiale, che sia elettrica o termica, dipende in larga misura dalla disposizione del suo reticolo cristallino, più ordinato è questo, più quel materiale sarà un buon conduttore).

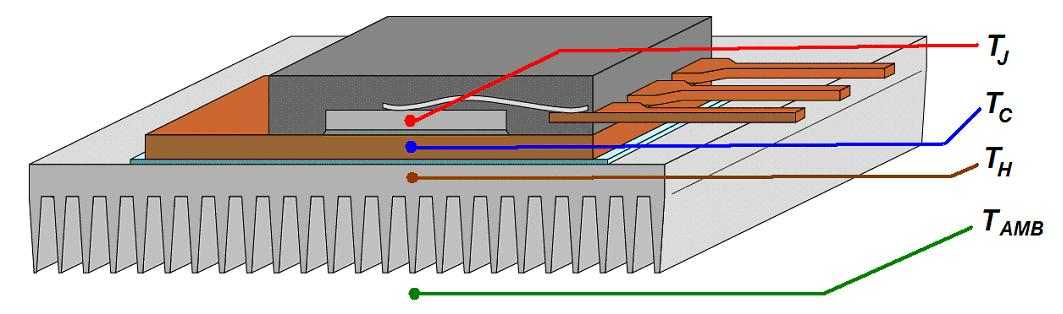
Fig. 1. Un comune dispositivo di potenza su dissipatore. Tra i due componenti compare una sottile pellicola che può essere un elastomero per diminuire la resistenza termica tra il componente e il dissipatore (dove possono essere presenti interstizi d'aria che limitano la conduzione termica) o un sottile foglio di mica usato quando si deve creare un isolamento elettrico

Si immagini un processo di scambio termico tra due punti a e b mantenuti a temperature costanti diverse tra loro, Ta e Tb, con Ta>Tb (si pensi per esempio ai punti interno ed esterno di un muro perimetrale di un'abitazione riscaldata durante l'inverno): il calore passerà spontaneamente dal punto a al punto b, e la velocità del processo, una volta fissate e mantenute le temperature Ta e Tb, dipende proprio dalla resistenza termica del mezzo.
In condizioni stazionarie, cioè tralasciando il periodo transitorio di inizio dello scambio termico e considerando solo dopo tale periodo (nell'esempio precedente si immagini che la casa sia già riscaldata e si debba soltanto mantenere costante la temperatura interna), si definisce flusso radiante W la quantità di calore scambiata nell'unità di tempo, e si misura in joule su secondo [J/s], cioè watt [W].
Il rapporto tra la differenza di temperatura (Ta - Tb) e il flusso radiante W che essa provoca in un mezzo, è la resistenza termica del mezzo, e si misura in kelvin su watt [K/W], o in modo equivalente in gradi Celsius su watt [°C/W].
Nel Sistema internazionale l'unità di misura della resistenza termica è data da kelvin per watt (K/W), o in modo equivalente in gradi Celsius (°C) per watt (°C/W) (nelle equazioni usate compare solo la differenza di temperatura tra due punti che ha lo stesso valore se misurata in gradi Celsius o kelvin: 1 K = 1 °C; quello che cambia è solo il riferimento: 0 °C corrispondono a 273,15 K) .
La resistenza termica dei materiali è di grande interesse nell'ingegneria elettronica perché la maggior parte dei componenti elettronici genera calore che va smaltito. I componenti elettronici sono sensibili alla temperatura di funzionamento: nei datasheet viene specificata la massima temperatura del die (chiamato anche chip) per cui viene garantito un funzionamento corretto e l'affidabilità è legata in modo esponenziale a questo parametro (più bassa è la sua temperatura minore è la probabilità di guasto).

Quindi in fase di progetto è importante calcolare e verificare le temperature dei componenti nelle condizioni termiche di funzionamento più stressanti.

## Dissipatore

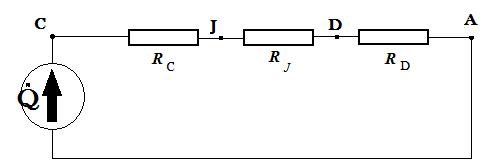
Circuito termico equivalente di una giunzione completa di dissipatore.
potenza dissipata nel die in W
temperatura sulla superficie esterna del contenitore in °C
temperatura della giunzione nel die in °C
temperatura del dissipatore approssimata come se fosse uniforme in °C
temperatura ambiente (in prossimità del dissipatore) in °C
resistenza termica tra la giunzione del componente elettronico e la superficie del suo contenitore in °C/W
resistenza termica tra il contenitore ed il dissipatore in °C/W
resistenza termica tra il corpo del dissipatore e l'ambiente circostante (in prossimità del dissipatore) in °C/W

Lo schema e le equazioni di circuito a parametri concentrati è approssimato principalmente perché:
- rappresentano il fenomeno in condizioni statiche o lentamente variabili nel tempo (dell'ordine di grandezza di secondi). Per comportamenti in cui si hanno variazioni rapide di temperatura (millisecondi o meno) dovute a commutazioni vanno adottati modelli più complessi in cui deve essere rappresentata soprattutto la capacità termica del die e vanno introdotti uno o più condensatori che tengono presente questo aspetto. In tal caso non si parla di resistenza termica ma di impedenza termica;
- non si tiene conto che vi sono altri percorsi del calore (tra il componente elettronico e l'ambiente circostante) che dovrebbero essere rappresentati nello schema con altre resistenze ma che possono essere trascurati in prima approssimazione (nello schema tra TC e T in quanto il componente elettronico scambia in parte calore anche direttamente con l'ambiente);
- il fenomeno di scambio termico (particolarmente tra dissipatore e ambiente), {\textstyle R_{H}}, è non lineare in quanto coinvolge contemporaneamente scambi termici mediante conduzione, convezione e in piccola parte irraggiamento;
- orientamento e presenza di eventuali altre sorgenti di calore nelle vicinanze (come altri dissipatori, resistori di potenza, ecc.) riducono l'efficienza di raffreddamento;
- è un modello a parametri concentrati che, come in un reale circuito elettrico, rappresenta il fenomeno in maniera semplificata e monodimensionale.

Si considerano gli aspetti di dissipazione termica di un dispositivo elettronico di potenza (transistor, darlington, IGBT, regolatore di tensione, tiristore, triac, GTO, ecc.) parte di un apparecchio elettronico.
Prima di tutto va valutata la massima potenza termica {\textstyle {\dot {Q}}} dissipabile dal componente:
- transistor a giunzione, darlington, IGBT: il prodotto della tensione tra collettore ed emettitore per la corrente se sono continue [3]; se variano in modo periodico va calcolato il valor medio nel periodo (se le variazioni sono rapide, come nei convertitori a commutazione, occorre valutare se si deve tenere conto anche dell'impedenza termica);
- MOSFET: RDSon moltiplicata per la Id2; nel caso di commutazioni valgono le considerazioni fatte per il transistor a giunzione;[4]
- triac: va considerata la caduta tra i terminali principali A2- A1 moltiplicata per la corrente e per il periodo di conduzione massimo ipotizzabile nell'applicazione (nei datasheet sono date informazioni dettagliate per il regime sinusoidale);[5]
- tiristore (SCR): nei datasheet sono fornite informazioni simili a quelle dei triac;
- nel caso di altri dispositivi va considerato il caso peggiore.

Va quindi determinata la massima temperatura ambiente di esercizio {\textstyle T_{A}}, nelle zone circostanti al dissipatore, difficile in via preliminare particolarmente se si tratta di un contenitore chiuso e in cui possono essere presenti più sorgenti termiche. La possibilità di aprire delle fessure o di prevedere una ventilazione forzata può influenzare notevolmente questa valutazione. Se il costo del dissipatore non permette di prevedere margini di sicurezza (come nei progetti di dispositivi prodotti in grandi quantità e che devono essere a basso costo) conviene fare delle verifiche sperimentali nelle condizioni estreme prevedibili.
Segue la valutazione della resistenza del componente {\displaystyle R_{C}} che dipende da:
- tipo di contenitore del dispositivo elettronico (più è ampia la sua superficie di contatto con il dissipatore e migliore è lo scambio termico);
- trattamento delle superfici del dispositivo semiconduttore e del dissipatore (l'inevitabile imperfezione genera tra le due superfici metalliche delle piccole cavità in cui è presente aria che riduce lo scambio termico);
- uso di componenti che migliorano la conduzione tra i due dispositivi (grasso al silicone, pellicole realizzate a questo scopo: elastomeri con buona conduzione termica);
- pressione tra componente attivo e dissipatore (va tenuto conto che vi deve essere nel sistema di tenuta del contatto una certa elasticità per compensare le variazioni dimensionali dei metalli al variare della temperatura);
- dispositivi in SMD che spesso non necessitano di un dissipatore (anche se sono disponibili dissipatori SMD) in quanto vengono fornite informazioni sulla superficie del circuito stampato che può fungere da dissipatore (nei datasheet sono date indicazioni al riguardo).

Verificare sui dati tecnici o note applicative del dissipatore: spesso si trovano informazioni utili per questo dato. In caso di dubbio assumere un valore provvisorio di sicurezza: 1 °C/W (in genere per un dispositivo elettronico in TO-220 con l'uso di grasso al silicone e senza l'uso di fogli di mica isolanti si può scendere a 0,5 °C/W ).
Nei datasheet del componente va considerata la massima temperatura della giunzione TJ, che in genere per dispositivi in silicio vale 125 °C, e la resistenza termica tra giunzione e contenitore {\textstyle R_{J}}, che varia a seconda del contenitore, dell'eventuale isolamento elettrico tra die e contenitore.
Da questi dati si può valutare la temperatura del dissipatore a partire dalla legge di Ohm termica:
{\displaystyle T_{J}=T_{A}+(R_{C}+R_{J}+R_{D})\,{\dot {Q}}}
o anche la resistenza termica minima necessaria per il dissipatore:

{\displaystyle R_{D}={(T_{J}-T_{A}) \over {\dot {Q}}}-R_{J}-R_{C}}

Si deve tenere presente che:
- Dentro il die, il contenitore e il dissipatore (e tra di essi) il trasferimento di calore avviene per conduzione;
- {\displaystyle R_{D}} è indicato approssimativamente da un valore ma che il fenomeno dello scambio termico tra un solido metallico e un fluido è complesso;
  - Nel corpo del dissipatore il calore si trasmette per conduzione (il metallo usato è in genere alluminio ma la migliore efficienza si ottiene con il rame);
  - Lo scambio termico più critico è quello tra la superficie del dissipatore e il fluido (aria o acqua); avviene per conduzione, convezione e irraggiamento;
  - Quando il fluido di scambio è l'aria sulla superficie del dissipatore si realizza spesso un'alettatura (come ad esempio quella presente nel dissipatore di Fig. 1) per aumentare la sua superficie
  - I dati tecnici di questo termine nei datasheet vengono riportati in modo approssimato con un numero che indica la resistenza termica; talvolta, con maggiore precisione, con un diagramma tra aumento di temperatura TH- TA e potenza applicata (in watt)[8][9]. Spesso sono presenti delle curve che tengono conto della presenza di ventilazione forzata per cui il parametro varia notevolmente a seconda della velocità del flusso d'aria.
  - Il suo valore è inoltre influenzato da:
    - Posizione rispetto ad altri dissipatori o componenti che sviluppano calore;
    - Orientamento che, in assenza di ventilazione forzata, genera comunque un utile tiraggio che assomiglia a quello presente nei comuni camini.

## Altri sistemi di dissipazione del calore
- Thermal Clad Insulated Metal Substrate: circuiti stampati incollati a un supporto metallico (detti thermal clad)  [10]
- Raffreddamento con l'uso di liquidi come acqua distillata: utilizzato in sistemi dove vengono controllate potenze molto elevate
- Cella di Peltier: usata raramente come dispositivo di raffreddamento per ragioni di costo e scarsa efficienza energetica

## Impedenza termica e capacità termica

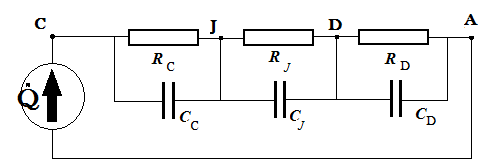
Circuito termico equivalente completo di una giunzione corredata di dissipatore.
Vengono introdotte delle capacità termiche per rendere ragione ai picchi di generazione del calore in dispositivi soggetti a rapide variazioni di potenza.

Nei dispositivi soggetti a rapide variazioni la potenza (che si genera ad esempio nella commutazione) si ha nel die un picco molto rapido di generazione di calore. Questo determina in esso una sovratemperatura molto rapida che non ha il tempo di diffondersi istantaneamente (come risulterebbe dal modello elettrico in cui sono presenti solo resistori) nel contenitore e, successivamente, nel dissipatore (si può considerarla simile a una trasformazione adiabatica che coinvolge solo il die).

Si deve affinare il modello del circuito introducendo delle capacità termiche. Quella più critica (e utile) è nel die in quanto è la principale risorsa per limitare il picco di temperatura (le altre capacità e in particolare quella del dissipatore hanno un ordine di grandezza maggiore e si possono assimilare a un cortocircuito). {\textstyle C_{J}} è sempre presente ma, nel caso di transitori di temperatura è di importanza cruciale ed è praticamente l'unica che riesce a smorzare il picco di energia e il conseguente aumento di temperatura.
In pratica, nota l'impedenza termica, si può verificare sui diagrammi forniti con il componente se la durata e l'energia richiesta dalla commutazione rientra nelle specifiche e quindi non danneggia il componente.